# Айноа Сантамарія
Айноа Сантамарія (ісп. Ainhoa Santamaría Ballesteros; нар. 20 березня 1980 року, Віторія, Іспанія) — іспанська акторка.
У 2005 році закінчила Вищу королівську школу драматичного мистецтва.

## Телебачення
- Червоний орел (2009)
- «Ізабелла» (2012—2014)
- «Розколота Корона» (2016)
- Еліта (2018)